# Sebastiano Serlio
Sebastiano Serlio (Bolonia, 6 de septiembre de 1475 - Fontainebleau, c. 1554 ) fue un arquitecto manierista italiano que formó parte del equipo que construyó el palacio de Fontainebleau. 
Ayudó a clasificar los órdenes clásicos de la arquitectura gracias a su tratado Tutte l'opere d'architettura et prospettiva, una de las obras teóricas fundamentales de la arquitectura durante la Edad Moderna.

## Biografía

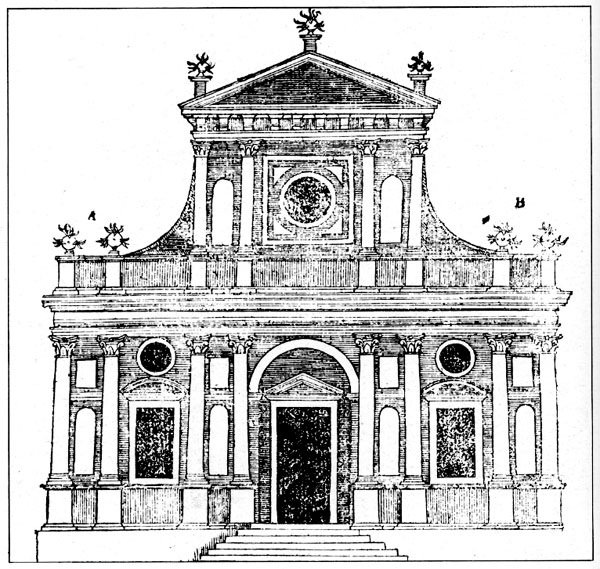
Modelo de fachada de iglesia por Sebastiano Serlio, 1537.

Nacido en Bolonia, Serlio viajó a Roma en 1514, donde trabajó en el estudio de Baldassare Peruzzi. Allí permaneció hasta que el Saco de Roma en 1527 produjo la suspensión de todas las obras. Igual que Peruzzi, comenzó su carrera como pintor. Vivió en Venecia entre 1527 y 1540, pero dejó pocas huellas en aquella ciudad.
El primer volumen de su tratado sobre arquitectura apareció en Venecia en 1537. El modelo de fachada de iglesia propuesto por Serlio constituye una versión regularizada, purificada y más clásica del método innovador de diseñar un frente con una alta nave flanqueada por dos alas laterales, imagen clásica de una forma gótica, mostrada por primera vez por Alberti en Santa María Novella, en Florencia. Tal idea estaba en el ambiente en la década de 1530: varias iglesias de la época compiten por la primacía, pero el grabado de Serlio puso el concepto en manos de todos los arquitectos. 
Este primer volumen atrajo la atención del rey Francisco I de Francia. La carrera de Serlio despegó cuando fue invitado a Francia por el rey para construir y decorar el castillo de Fontainebleau, junto a un equipo de diseñadores y artesanos italianos. Serlio aceptó en Francia otros encargos privados, pero el único que se mantiene actualmente en forma reconocible es el castillo de Ancy-le-Franc, construido alrededor de 1546 cerca de Tonnerre, en Borgoña. 
Serlio murió en Fontainebleau alrededor de 1554.

## Legado

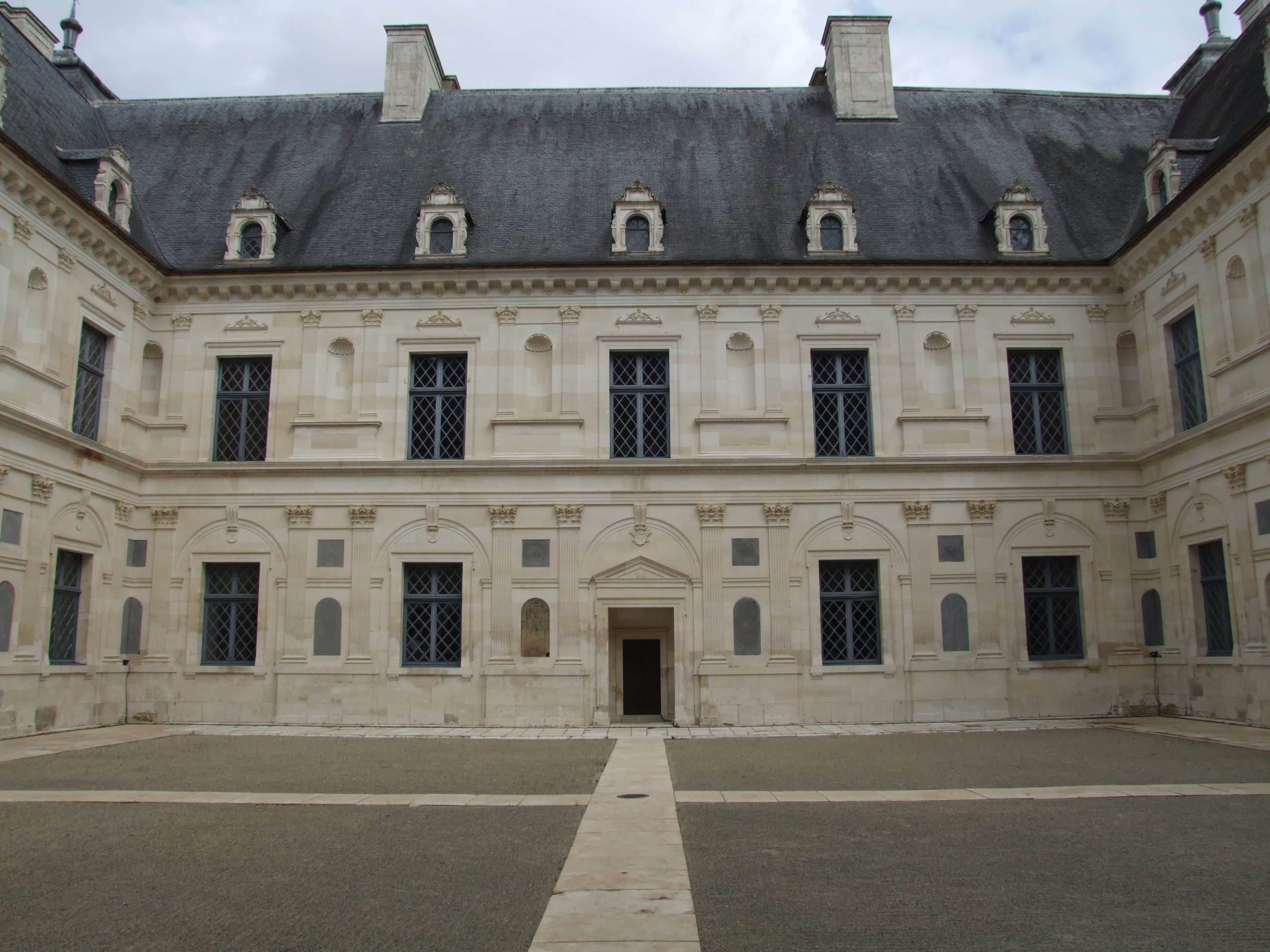
El patio interior del castillo de Ancy-le-Franc

La principal contribución de Serlio es su tratado de arquitectura conocido, al carecer de título propio, como I Sette libri dell'architettura (Los siete libros de la arquitectura), publicados incompletos y desordenados entre 1537, con la aparición en Venecia del cuarto libro, y 1551, cuando salió el Extraordinario libro. Tras su muerte, Jacopo Strada publicó en Fráncfort el libro VII y en 1619 se editó en Venecia Tutte l'opere d'architettura et prospettiva, la más divulgada de su ediciones, formada por los libros I a V, VII y el Extraordinario, quedando inéditos, hasta el siglo XX, los libros VI y VIII.
Difundidos como un diccionario ilustrado para arquitectos, el tratado de Serlio resultó muy influyente en Francia, España, Países Bajos e Inglaterra, como un compendio del estilo renacentista italiano. Una versión de su tratado fue traducida del holandés y publicada en Inglaterra en 1611 bajo el título The Five Books of Architecture. Los libros de Serlio estuvieron en las bibliotecas de Christopher Wren y John Wood el Viejo, el inversor que hizo construir Bath; quizá fue Inglaterra el lugar donde los postulados de Serlio tuvieron mayor repercusión.
El tratado (libros tercero y cuarto) fue traducido al español en 1552 y publicado en Toledo por Juan de Ayala con las mismas ilustraciones que el original italiano. Las plantas y alzados de muchos edificios romanos que acompañaban al texto tuvieron una gran influencia en los arquitectos españoles de la época, y el libro fue reimpreso en 1563 y en 1572.